# (32412) 2000 RW25
2000 RW25 (asteroide 32412) é um asteroide da cintura principal. Possui uma excentricidade de 0.06891510 e uma inclinação de 9.00162º.
Este asteroide foi descoberto no dia 1 de setembro de 2000 por LINEAR em Socorro.